# Globare
Pour les articles homonymes, voir Globare (Glogovac).
Globare (en serbe cyrillique : Глобаре) est un village de Serbie situé sur le territoire de la Ville de Kruševac, district de Rasina. Au recensement de 2011,, il comptait 361 habitants.

## Démographie
| 1948 | 1953 | 1961 | 1971 | 1981 | 1991 | 2002 | 2011 |
| ---- | ---- | ---- | ---- | ---- | ---- | ---- | ---- |
| 599  | 633  | 661  | 570  | 536  | 478  | 402  | 361  |

|  |